# Arrondissement Vierzon
Vierzon is een arrondissement van het Franse departement Cher in de regio Centre-Val de Loire. De onderprefectuur is Vierzon.

## Kantons
Het arrondissement was tot 2014 samengesteld uit de volgende kantons:
- Kanton Argent-sur-Sauldre
- Kanton Aubigny-sur-Nère
- Kanton La Chapelle-d'Angillon
- Kanton Graçay
- Kanton Lury-sur-Arnon
- Kanton Mehun-sur-Yèvre
- Kanton Vierzon-1
- Kanton Vierzon-2

Na de herindeling van de kantons bij decreet van 21 februari 2014 met uitwerking op 22 maart 2015 omvat het arrondissement volgende kantons:
- Kanton Aubigny-sur-Nère
- Kanton Mehun-sur-Yèvre
- Kanton Saint-Martin-d'Auxigny  (deel : 3/15)
- Kanton Vierzon-1
- Kanton Vierzon-2